# مارتین دل ریو
مارتین دل ریو (به اسپانیایی: Martín del Río) یک شهرستان در اسپانیا است که در استان تروئل واقع شده‌است.

## خصوصیات
مارتین دل ریو ۵۴ کیلومترمربع مساحت و ۴۷۴ نفر جمعیت دارد و ۹۰۹ متر بالاتر از سطح دریا واقع شده‌است.